# Dinga
Pour les articles homonymes, voir Dinga (homonymie).
Un dinga ou dingua est une barque traditionnelle ancienne utilisée sur la côte de Malabar en Inde,.
Le dingua possède un seul mât à quête, incliné vers l'avant et porte une voile à antenne. Sa quille très courbe, se relève aux extrémités, cette particularité le rend très maniable mais augmente la dérive et le fait porter moins bien la voile.